# Lepisma saccharina
Lepisma saccharina, conhecida popularmente como peixinho-de-prata(português europeu) ou traça(português brasileiro) (bicho-da-prata ou apenas lepisma em Portugal), é um inseto desprovido de asas que se alimenta de carboidratos como açúcares e amido. Pertence à ordem Zygentoma e existe há cerca de 300 milhões de anos. Este inseto não deve ser confundido com as traças (mariposas) pertencentes à ordem Lepidoptera.

## Aparência
O comprimento de um lepisma, não incluindo seus membros, é de aproximadamente um centímetro. Seu brilho metálico deve-se às escamas prateadas que surgem após a terceira muda.

## Desenvolvimento
Dependendo de sua condição de vida, o lepisma demora de quatro meses a três anos para atingir o estágio adulto. À temperatura ambiente, seu pleno desenvolvimento requer um ano. Sua vida pode durar entre dois e oito anos. Um lepisma que viva todo esse período pode sofrer aproximadamente oito mudas, apesar de elas poderem acontecer até quatro vezes ao ano, já que ele cresce constantemente.

## Alimentação
Os lepismas se alimentam à noite e pertencem ao pequeno grupo daqueles que possuem a enzima celulase.
Os lepismas preferem alimentos ricos em amido ou polissacarídeos como a dextrina dos adesivos: cola, encadernações de livros, fotos, açúcar, cabelo, caspa, pele humana e sujeira. Também podem consumir algodão, linho, seda, fibras artificiais e até mesmo insetos mortos e a pele das mudas.
Num período de fome, os lepismas podem estragar artigos de couro e pano de fibras artificiais chegam a picar o ser humano durante a noite para retirar pele. Em casos extremos, os lepismas são capazes de sobreviver sem se alimentar por vários meses e até um ano.
Eles são chamados de traças no Brasil pois causam danos a roupas.

## Reprodução
Devido à sua natureza noturna, a reprodução dos lepismas só foi estudada recentemente. Estes precisam de um lugar úmido para se reproduzirem. Como no caso de alguns escorpiões, o macho coloca um saquinho ou cápsula fertilizante chamado espermatóforo no chão. O macho e a fêmea correm excitadamente durante todo o processo até que a cápsula seja recolhida pela fêmea.

## Predadores
O principal inimigo natural dos lepismas é a tesourinha (Dermaptera). As aranhas também são suas inimigas mas não muito bem sucedidas já que os lepismas ficam a maior parte do dia em seus esconderijos.